# Microlophus tarapacensis
Microlophus tarapacensis là một loài thằn lằn trong họ Tropiduridae. Loài này được Donoso-Barros mô tả khoa học đầu tiên năm 1966.